# Clan of Xymox
Clan of Xymox, aussi connu selon le nom de Xymox à certaines époques de sa carrière et familièrement désigné par les fans par l'acronyme COX, est un groupe néerlandais de rock gothique, originaire de Nimègue. Il est formé par Ronny Moorings et Anke Wolbert, des membres originaux, seul Ronny Moorings fait encore partie du groupe.

## Histoire

### Débuts et 4AD (1981–1988)
Ronny Moorings et Anke Wolbert forment Xymox en 1981 à Nimègue. Ronny et Anke déménagent à Amsterdam. Leur premier album auto-produit, intitulé Subsequent Pleasures, est édité à 500 exemplaires. Pieter Nooten devient un membre du groupe, mais quitte celui-ci peu de temps après. Ronny rencontre Dead Can Dance et Xymox tourne en première partie de ceux-ci durant leur tournée anglaise. C'est à ce moment-là que le label indépendant 4AD signe Xymox,. Pieter Nooten rejoint à nouveau le groupe à cette période. Le groupe change de nom pour devenir Clan of Xymox en 1985, et sort un album du même nom. Le morceau 7th Time, avec Anka Wolbert au chant, est sélectionné par John Peel, ce qui mène le groupe à effectuer deux Peel Sessions à la BBC Radio 1, en juin et novembre 1985. Peel considère leur style sombre et mélancolique comme du « dark wave »,.
Au mois de novembre 1986 sort le deuxième album du groupe, intitulé Medusa, avant de signer au label PolyGram. Pour la compilation Lonely is an Eyesore, elle est publiée au label 4AD. Le morceau Muscoviet Mosquito est ré-enregistré et un vidéo-clip est tourné. En 1987, le groupe raccourcit son nom en Xymox. Pieter Nooten quitte une fois de plus le groupe et sort chez 4AD un album solo Sleep with the Fishes,, en collaboration avec Michael Brook en 1996. Il jouera aussi des claviers sur l'album de This Mortal Coil. Xymox sort Blind Hearts / A Million Things sous la forme d'un maxi-single, celui-ci sera le dernier réalisé pour le label 4AD. Après son départ de 4AD, Xymox signe chez Polygram/ Wing.

### PolyGram et succès international (1988–1991)

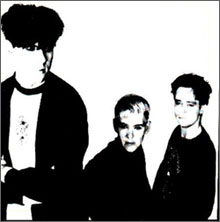
Ronny Moorings, Anka Wolbert et Pieter Nooten, en 1991.

Le groupe publie son troisième album, Twist of Shadows, qui reste le mieux vendu avec 300 000 copies écoulées,. Les deux premiers singles extraits de Twist of Shadows, Blind Hearts et Obsession, sont des hits sur les radios universitaires américaines ; Obsession atteint les Billboard Alternative Songs,, et les deux atteignent le Billboard Club Play Chart,,. C'est en fait le troisième single, Imagination (avec Anka Wolbert au chant), qui attire le plus l'intérêt et qui se classe 85e du Billboard Hot 100, générant une rotation dans le top 40 des radios et sur MTV avec un clip édité,.
En 1991, Pieter Nooten rejoint encore une fois le groupe. À cette période, le groupe est désormais en Angleterre pour enregistrer son quatrième album, Phoenix, publié chez PolyGram en 1991 ; Phoenix n'atteint pas les objectifs espérés, ce qui entraîne le départ définitif d'Anke Wolbert et Pieter Nooten pour divergences musicales,. Ronny quitte le label Polygram/ Wing et fonde le label X-ult.

### Labels indépendants (1991–2007)
Xymox, sans Nooten et Wolbert, quitte PolyGram pour sortir les albums influencés acid house Metamorphosis (1992) et Headclouds (1993), indépendamment. Mojca Zugna rejoint le groupe comme bassiste et aussi comme créatrice des pochettes d'albums.
En 1994, le groupe sort l'album Remix, qui sera le dernier à sortir sur le label ZOK (cet album contient presque toutes les chansons de ses deux prédécesseurs).
Première ré-édition de Subsequent Pleasures avec des versions démo du premier album (Clan of Xymox) sur le label Pseudonym Records. Ronny quitte Londres pour Amsterdam. Xymox participe à la  musique du projet d'un CD-ROM de jeux intitulé Total Mayhem. En 1997, Ronny Moorings, le chanteur et leader du groupe, qui est également DJ dans un club, signe avec Tess Records (qui deviendra Pandaimonium), reforme Clan of Xymox avec Mojca (basse), Rui Ramos (Batterie), Rob Vonk (guitare) et Nina Simic (claviers). Après avoir été un groupe à succès en Europe, sa notoriété va s’accroître en Amérique du Nord grâce à l’album Hidden Faces, qui sort à l'automne. Cette même année on peut retrouver la musique du groupe sur le jeu Revenant, distribué par Domark. En 1998 sort le single This World. En avril 1999, le groupe publie l'album Creatures sur le label Pandaimonium (originellement Tess). L'album est classé « album du mois de mai » dans le magazine Orkus, en Allemagne. 4AD ressort les albums Clan of Xymox and Medusa avec des titres bonus. Ronny commence à travailler sur l'album Notes from the Underground.
En mai 2000, Clan of Xymox joue devant 20 000 personnes au festival de Mexico. En septembre, sortie du premier album live sous le titre Live. Ronny produit l'album The Age of Sophya du groupe israélien Sophya. De façon temporaire, Nina (claviers) est remplacée par Laura, des raisons personnelles ne lui permettant pas d'assurer les tournées. En 2001, Clan of Xymox joue au GothAm festival à Amsterdam, festival qu'ils ont eux-mêmes organisé. C'est la première fois qu'ils jouent avec leur nouvelle formation : Nina et Rob quittent le groupe, remplacés par Paul (guitare) and Denise (claviers). En mars, sortie de la seconde ré-édition de Subsequent Pleasures sur le label Pandailectric. Le 21 septembre 2001, le groupe sort l'album Notes from the Underground ; il atteint la deuxième place dans le classement DAC en Allemagne.
En novembre, parution de l'album The John Peel Sessions qui date de 1985.
En avril 2002, le groupe sort son premier album de remixes Remixes from the Underground, qui présente tous les titres de Notes From The Underground remixés par des artistes comme Front 242 et Assemblage 23. Cette année sort aussi le premier vidéo disque de COX. En 2003, Farewell sort en septembre. Breaking Point sort en avril 2006. L'année suivante, le groupe sort le single Heroes, reprise de David Bowie.

### Délocalisation en Allemagne (depuis 2008)

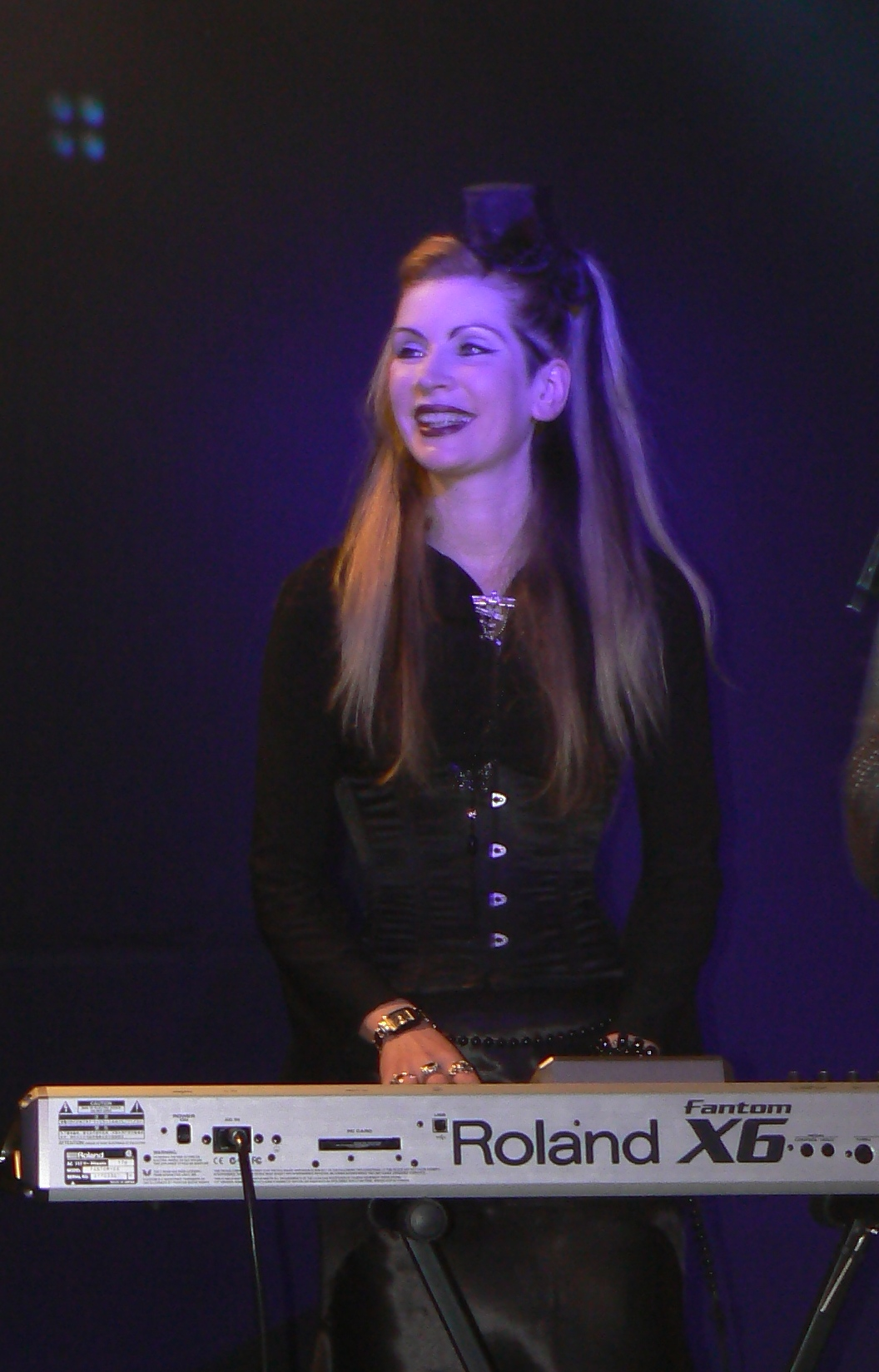
Yvonne de Ray en concert avec Clan of Xymox.

Le line-up de Clan of Xymox, en 2008, maintenant basé à Leipzig, Allemagne, est constitué : en studio de Ronny Moorings - producteur, auteur, enregistrant seul toute la musique et les voix. ; et en tournée : Ronny Moorings (guitare et chant), Mojca (basse), Mario Usai (guitare), Yvonne de Ray (claviers). Le groupe effectue une tournée en Europe, durant laquelle Ronny offre au public français un nouveau titre Emily qui devrait figurer sur l'album prévu pour le printemps 2009.
En février 2009, le groupe annonce son changement de maison de disques pour l'Europe. Après 14 ans de collaboration, le groupe quitte Pandemonium Records (qui garde les droits sur le back catalogue) pour Trisol Music Group GmbH.
Le nouvel album sortira donc en août 2009 chez Trisol Records & Metropolis Records.
Avec une sortie le 10 juillet 2009, le nouveau single de Clan of Xymox s'intitule Emily et offre un « prometteur » aperçu du prochain album, selon ceux ayant pu l'écouter pour l'heure. Le groupe reviendrait soi-disant à la « mélancolie de ses productions de l'époque 4AD » tout en la combinant à la modernité et la puissance de ses référents gothiques. Le single, limité à neuf cent quatre-vingt-dix-neuf (999) copies, comprend le titre phare en trois versions différentes ainsi que l'inédit Chemistry, plus un t-shirt pour l'édition collector. L'album In Love We Trust paraît le 18 août 2009.
Le 20 mai 2011, le groupe publie l'album Darkest Hour, jour de l'anniversaire de Ronny Moorings. En 2013, Ronnie annonce la sortie de l'album Matters of Mind, Body And Soul pour le 14 février 2014, jour de la Saint Valentin, car l'ambiance de cet album est romantique.

## Discographie

### Albums studio
- 1985 : Clan of Xymox (LP, 4AD)
- 1986 : Medusa (CD, 4AD)
- 1989 : Twist of Shadows (CD, Wing)
- 1991 : Phoenix (CD, Wing Records/Polydor)
- 1992 : Metamorphosis (CD, Mogull Entertainment/X-ULT)
- 1993 : Headclouds (CD, Zok/Off-Beat)
- 1997 : Hidden Faces (CD, Tess)
- 1999 : Creatures (CD, Metropolis/Pandaimonium, 1999 ; réédité, Gravitator, 2006)
- 2001 : Notes from the Underground, (CD, Metropolis/Pandaimonium, 2001 ; réédité, Gravitator, 2007)
- 2003 : Farewell (CD, Metropolis/Pandaimonium, 2003 ; réédité, Gravitator)
- 2006 : Breaking Point (CD, Gravitator/Metropolis/Pandaimonium/Vision Music)
- 2009 : In Love We Trust, (CD, Trisol/Metropolis/Gravitator)
- 2011 : Darkest Hour, (CD, Metropolis Records)
- 2012 : Kindred Spirits, (CD, Metropolis Records)
- 2014 : Matters of Mind, Body and Soul, (CD, Trisol/Metropolis)
- 2017 : Days of Black, (CD, Trisol/Metropolis)
- 2020 : Spider on the Wall, (CD, Trisol/Metropolis)
- 2021 : Limbo, (CD, Trisol/Metropolis)
- 2024 : Exodus, (CD, Trisol/Metropolis)

### Compilations
- 1987 : Lonely Is an Eyesore – (CD) 1987, Track #8 "Muscoviet Musquito" - 4AD • (VHS) 1987, Video #5 "Muscoviet Musquito" - 4AD • (LP) 1987, Side B, Track #3 "Muscoviet Musquito" - 4AD, Tonpress • (LP. Ltd Edition [1000 copies]) 1987, Side B, Track #3 "Muscoviet Musquito" - 4AD • (CS) 1987, Side B, Track #3 "Muscoviet Mosquito" - 4AD - (CD Repress) 1998, Track #8 "Muscoviet Mosquito" - 4AD
- 1992 : Lilliput – (2xCD Promo) 1992, Disc #1, Track #8 "Stranger" - 4AD
- 1993 : Kult Klassix Vol. 2 – (2xCD) 1993, Disc #1 Track #8 "Michelle" - Total Recall
- 1998 : Best of Electronic Music – (2xCD, Ltd. Edition) 1998, Disc #1, Track #14 "This World" - TCM Musikproduktionsgesellschaft mbH • (CD) 1998, Disc #1, Track #14 This World' - TCM Musikproduktionsgesellschaft mbH
- 1998 : Call On the Dark 2 – (CD) 1998, Track #15 "A Child In Me" - Nuclear Blast
- 1998 : Diva X Machina 2 – (CD) 1998, Track #8 "Hypocrite" _ COP International
- 1998 : Ghosts from the Darkside – (2xCD) 1998, Disc #1, Track #6 "Your Vice" - Purple Flower
- 1998 : Künstler Zum 7. Wave-Gotik-Treffen – (CD Sampler) 1998, Track #8, "It's All a Lie" - Angelwings
- 1998 : Künstler Zum 7. Wave-Gotik-Treffen – (2xCD) 1998, Disc #2, Track #3 "Sing a Song" - Zoomshot Media Entertainment
- 1998 : Nocturnal – (2xCD) 1998, Disc #2, Track #10 "A Day" - Procreate
- 1998 : The Black Book Compilation - Goths' Paradise – (2xCD) 1998, Disc #1, Track #13 "Special Friends" - Orkus
- 1998 : Zillo Festival Sampler 1998 – (2xCD) 1998, Disc #2, Track #7 "Out of the Rain" - Zillo
- 1999 : Dion Fortune Sampler Vol. VI – (CD Sampler) 1999, Track #2 "Going Around '97" - Dion Fortune
- 1999 : Elegy - Numéro 3 – (CD Sampler) 1999, "Muscoviet Mosquito (Live 17/12/97 La Locomotive, Paris)" - Elegy
- 1999 : Gothic Club Classics Volume 1 – (2xCD) 1999, Disc #1, Track #6 "Louise" - Oblivion
- 1999 : Hymns' – (CD) 1999, Track #1 Flatlands - Chapter 2000
- 1999 : Metropolis 1999 – (CD Sampler) 1999, Track #2 "Jasmine and Rose" - Metropolis
- 1999 : Pearls of Passion – (2xCD) 1999, Disc #2, Track #9 "Troubled Soul" - Zoomshot Media Entertainment
- 1999 : Remember 3 – (CD) 1999, Track #7 "A Day" - Contraseña Records
- 1999 : Sanctuary – (CD) 1999, Track #13 "This World" - Zoomshot Media Entertainment
- 1999 : The Black Book Compilation - Goths' Paradise II – (2xCD) 1999, Disc #2, Track #6 "Creature" - Orkus
- 1999 : Xtra Compilation II – (2xCD) 1999, Disc #1, Track #5 "Falling Down" - Angelwings
- 1999 : Zillo Club Hits 4 – (CD) 1999, Track #8 "This World" - Zillo
- 2000 : Der Seelen Tiefengrund: Music for Candlelight and Redwine – (2xCD, Ltd. Edition) 2000, Disc #1, Track #13 "The Story Ends" - Zoomshot Media Entertainment
- 2000 : Doom & Gloom Act 1 – (2xCD) 2000, Disc #2, Track #7 "Sing a Song" - Gloomy Prophecies
- 2000 : Ghosts from the Darkside Vol. 3 – (2xCD) 2000, Disc #1, Track #7 "Crucified" - Purple Flower
- 2000 : Man vs. Machine – (2xCD) 2000, Disc #2, Track #4 "A Day" - GDA Pro
- 2000 : Orkus Club Hits 1 – (CD) 2000, Track #6 "Jasmine and Rose (Thorn Mix)" - Orkus
- 2000 : Question of Lust: A Tale of Synthie-Pop (Issue One)' - (CD) 2000, Track #8 "Your Vice" - Master Maschine
- 2000 : Vampira Festival '2000 – (CD) 2000, Track #1 "Jasmine and Rose" - SPV Poland/Big Blue
- 2000 : Zillo Mystic Sounds 9 – (CD) 2000, Track #11 "Creature" - Zillo
- 2001 : :Per:Version: Vol. 2 – (CD) 2001, Track #4 "Number One" - :Ritual:
- 2001 : D-Side 6 – (CD Sampler) 2001, Track #11 "Liberty (D-Side Version by Damon Fries)" - D-Side
- 2001 : Euro Rock Fest VL 2001 – (2xCD) 2001, Disc #1, Track #10 "Liberty (Greg Rule Rmx)" - Angelwings, Zoomshot Media Entertainment
- 2001 : M'era Luna Festival 2001 – (2xCD) 2001, Disc #2, Track #4 "Jasmine & Rose (Live)" - Oblivion
- 2001 : Orkus Collection 2 – (CD) 2001, Track #15 "A New Dimension" - Orkus
- 2001 : Zillo Festival Sampler 2001 – (CD Sampler) 2001, Track #5 "Jasmine & Rose (US Remix)" - Zillo
- 2002 : 80's History - The Session 2 – (2xCD) 2002, Disc #2, Track #8 "A Day" - Contraseña Records
- 2002 : Castle Party 2002 – (CD) 2002, Track #14 "Something Wrong" - Metal Mind Records
- 2002 : Critical M@55 Volume 3 –  (CD Sampler) 2002, Track #12 "Innocent (Defiled Mix by A23)" - Metropolis
- 2002 : D-Side 10 – (CD Sampler) 2002, Track #9 "Something's Wrong (Avatar Mix By Angels & Agony)" - D-Side
- 2002 : Dark Awakening Vol. 2 – (2xCD) 2002, Disc #2, Track #13 "  	I Want You Now" - COP International
- 2002 : Dark Decryption - The Electro Remix Selection Vol. 02 – (2xCD) 2002, Disc #1, Track #13 "Anguish (Remix By Front 242)" - XXC
- 2002 : Die Flut – (2xCD) 2002, Disc #1, Track #2 "Special Friends" - Scanner
- 2002 : Metropolis 2002 – (CD) 2002, Track #12 "The Same Dream" - Metropolis
- 2002 : Mysticum I – (2xCD) 2002, Track #1 "Mysterium" - Angelstar
- 2000 : Orkus Presents: The Best of 2001 – (2xCD) 2002, Disc #2, Track #14 "The Same Dream" - Orkus, Angelwings
- 2002 : Orkus Presents: The Best of 2002 – (2xCD) 2002, Disc #1, Track #4 "There's No Tomorrow (Radio Edit Version)" - Orkus, Angelwings
- 2002 : Songs of Pain – (CD) 2002, Track #5 "There's No Tomorrow" - Pandaimonium Records
- 2002 : XtraX Compilation III – (2xCD) 2002, Disc #1, Track #2 "Innocent (Defiled Remix)" - Angelwings
- 2003 : :Per:Version: Vol. 9 – (CD Enhanced) 2003, Track #12 "Farewell" - :Ritual:
- 2003 : Advanced Electronics Vol. 2 – (2xCD) 2003, Disc #2, Track #16 "There Is No Tomorrow (The Retrosic Remix)" - Synthetic Symphony
- 2003 : D-Side 18 – (CD Sampler) 2003, Track #2 "Farewell" - D-Side
- 2003 : Elegy Sampler 30' – (CD Sampler) 2003 Track #5 "Farewell" - Elegy
- 2003 : Orkus Club Hits 5' – (CD) 2003, Track #2 "Farewell" - Orkus
- 2003 : Spook Factory' – (2xCD) 2003, Disc #2, Track #5 "A Day" - Contraseña Records
- 2003 : The Dark Side' – (DVD) 2003, Track #33 "Stranger (Live)" - Universal Marketing Group GmbH
- 2004 : Caleidolex' – (CD) 2004, Track #6 "Farewell" - Angelstar
- 2004 : DarkWave 80' – (CD) 2004, Track #9 "A Day" - V2 Records
- 2004 : DJ Revelation 02 (Compiled By Clan of Xymox)' – (CD) 2004, Track #12 "Farewell (Jesus Complex Rmx)" - Angelstar
- 2004 : The Retrosic - God of Hell (Collector's Edition)' – (CD Album + CD EP Enhanced + CD EP, Ltd Edition [666 copies]) 2004, Disc #3, Track #6 "There's No Tomorrow (The Retrosic Remix)" - TRIBUNErec.
- 2004 : Jubiläums - Zillo - CD 08/04' – (CD Sampler) 2004, Track #4 "Farewell (Morthem Vlade Art Remix)" - Zillo
- 2004 : Orkus Club Hits 6' – (CD) 2004, Track #11 "It's Not Enough" - Orkus, Angelstar
- 2004 : Orkus Presents: The Best of the 90s 4' – (2xCD) 2004, Disc #2, Track #5 "Out of the Rain" - Angelwings, Orkus
- 2004 : Remember Collection' – (2xCD) 2004, Disc #2, Track #2 "A Day" - 	Contraseña Records
- 2005 : Clubtrax Vol. 1' – (CD + DVD) 2005, CD Track #12 "Muscoviet Mosquito" - Danse Macabre
- 2005 : Orkus Presents: The Best of 2003' – (2xCD) 2005, Disc #1, Track #5 "Cold Damp Day" - Angelstar, Orkus
- 2005 : Orkus Presents: The Best of 2004 (Part 2)' – (2xCD) 2005, Disc #2, Track #3 "I Want You Now" – Angelstar, Orkus
- 2006 : A Life Less Lived - The Gothic Box' – (3xCD + DVD) 2006, Disc #2, Track #14 "Muscoviet Mosquito" - Rhino Entertainment
- 2006 : Castle Party 2006' – (CD) 2006, Track #8 "She's Dangerous" - Castle Party Productions
- 2006 : D-Side 32' – (CD Sampler) 2006, Track #4 "Michelle (Deep In Pain Mix by Destroid)" - D-Side
- 2006 : D-Side 33' – (CD Sampler) 2006, Track #4 "She's Dangerous" - D-Side
- 2006 : Dark Flower Vol. II' – (2xCD) 2006, Disc #2, Track #10 "Michelle (Deep In Pain Mix by Destroid)" - Angelstar
- 2006 : Dark Summer 2006 • 2' – (CD Sampler, Enhanced) 2006, Track #9 "She's Dangerous" – Zillo
- 2006 : M'era Luna Festival 2006' – (2xCD) 2006, Disc #2, Track #14 "Louise (Live)" - Totentanz
- 2006 : New Dark Age Vol. 4' – (2xCD) 2006, Disc #2, Track #3 "Calling You Out" - Strobelight Records
- 2006 : Orkus Compilation 19' – (CD Sampler, Enhanced) 2006, Track #2 "She's Dangerous (Edit)" - Orkus
- 2006 : Sonic Seducer Cold Hands Seduction Vol. 56' – (2xCD) 2006, Disc #1, Track #3 "Michelle (Deep In Pain Mix)" - Sonic Seducer
- 2007 : Advanced Electronics Vol. 2' – (2xCD, Reissue) 2007, Disc #2, Track #16 "There Is No Tomorrow (The Retrosic Remix)" - Synthetic Symphony
- 2007 : Extreme Clubhits XI' – (2xCD) 2007, Disc #1, Track #11 "Out of the Rain" - Indigo, Upscene

## Vidéographie
- Visible – (2xDVD) 2008 - Vision Music
- Live at Castle Party 2010 - (CD Album + DVD) - 2011 Big Blue Records